# Ga Trại Mát
Ga Trại Mát là một nhà ga xe lửa tại thành phố Đà Lạt, tỉnh Lâm Đồng.
| Ga trước Đa Thọ | Đường sắt Việt Nam Đường sắt Tháp Chàm – Đà Lạt | Ga sau Đà Lạt |